# Daily Mirror
The Daily Mirror (рус. Ежедневное зеркало) — британская национальная ежедневная газета в формате таблоид. Является первым представителем таблоидной журналистики; на протяжении своей истории газета неоднократно подвергалась критике и судебным искам за публикацию недостоверных сведений. Основана в 1903 году Альфредом Хармсвортом. В 1985–1987 и в 1997–2002 годах выходила под названием The Mirror. Тираж газеты по состоянию на 2015 год тираж составлял 785 000 экземпляров. Начиная с выборов 1945 года газета последовательно поддерживает Лейбористскую партию.

## История

### 1903—1995
Основана в 1903 году Альфредом и Гарольдом Хармсвортами. Изначально газета задумывалась как периодическое издание специально для женской аудитории. Особенности этого проекта заключались в том, что впервые речь шла о ежедневной газете, и работать в ней должны были только женщины. Первый номер The Daily Mirror увидел свет 21 ноября 1903 года в Лондоне. Газета стоила 1 пенни (равноценно 40 пенни в 2017 году). В редакционной статье Хармсворс сообщал, что газета «действительно будет зеркалом женской жизни, а женщины-журналистки станут писать обо всём на свете: от политики до вышивания и моды». Задача издания, по словам Хармсворса, заключалась в том, чтобы быть интересным, не будучи фривольным, и серьёзным, не будучи унылым. Выбранный таблоидный формат позволял разместить большое количество фотографий формат, основной упор постоянно делался на личные, сенсационные, человеческие истории, а заявленная аполитичность издания позволяла ему приложить ко многим историям подход «обыватель против бюрократии».
Необычное начинание заинтересовало читателей: 265 тысяч экземпляров тиража первого номера быстро разошлись по стране. Цена в один пенни также способствовала успеху. Но уже со второго номера тираж газеты сократился почти вдвое. К концу января 1904 года он упал до 24 тысяч экземпляров. Видя провал своего проекта Хармсворс решает превратить издание в иллюстрированную газету с более широким фокусом: криминальные истории, человеческие трагедии, сплетни из мира знаменитостей, спорт, комиксы и головоломки. Хармсворс назначает редактором Гамильтона Файфа, а все женщины-журналисты были уволены.
Провал первой женской газеты можно объяснить не только недостаточным профессионализмом женщин. Британское общество ещё не было готово принять массовую женскую журналистику. Да и дальнейший опыт развития средств массовой информации показал, что ставка исключительно на гендерный аспект в становлении периодического издания не может быть оправданной.
Освободившиеся места заняли опытные журналисты-мужчины, стараниями которых тираж Daily Mirror достиг ко второй половине 1904 года 300 тысяч экземпляров. Газета обошла все остальные по количеству фотографий в каждом номере, а также отличалась краткостью подачи и лёгкостью чтения опубликованных материалов. Название газеты 26 января 1904 года было изменено на The Daily Illustrated Mirror («Дейли илюстрейтид миррор» — «Ежедневное иллюстрированное зеркало»), впрочем уже 27 апреля было возвращено название The Daily Mirror. Цена газеты была снижена вдвое.
В 1909 году ежедневный тираж составлял 1 миллион экземпляров. Задумку Хармсвортса взяли на вооружение такие новые британские таблоиды, как Daily Sketch и Daily Graphic.
В 1913 году Альфред Хармсвортс продал газету своему брату Гарольду Хармсвортсу (с 1914 лорд Ротемир). В 1917 году цена выросла до одного пенни. Тиражи продолжали расти: в 1919 году в отдельные дни продавалось более 1 млн экземпляров, газета становилась самым большим ежедневным иллюстрированным изданием в стране.
В начале 1930-х годов газета поддерживала политика Освальда Мосли, основателя Британского союза фашистов, помимо него лорд Ротемир так же восхищался Бенито  Муссолини и Адольфом Гитлером, поэтому редакционная политика Mirror была направлена на их поддержку. Но к середине 1930-х годов тиражи газеты начинают падать, Ротемир отказывается поддерживать О. Мосли и продаёт свои акции издания.
С Сесилом Кингом (племянник лорда Ротемира), отвечающим с 1926 года за финансы газеты, и Гайем Бартоломью в качестве редактора, в конце 1930-х годов Daily Mirror превратилась из консервативного издания для среднего класса в левую газету для рабочего класса.  Благодаря Книгу и его команде в 1938 году Mirror выступила против пацифизма и Мюнхенских соглашений.
Это была первая газета, которая заимствовала вид жёлтой прессы Нью-Йорка. К 1939 году издание продавалось тиражом до 1,4 млн копий в день.
Во время Второй мировой войны Mirror позиционирует себя как газета для обычных солдат и штатских, критиковала политических лидеров. А на всеобщих выборах 1945 года газета решительно поддерживает Лейбористскую партию сыграв существенную роль в её победе на первых послевоенных парламентских выборах. При этом, Daily Mirror поддерживает Герберта Моррисона, который координировал кампанию лейбористов и привлёк к участию в ней своего бывшего антагониста Филипа Зека, чтобы воспроизвести на первой полосе популярную карикатуру «День победы в Европе» в утро выборов. В ней внушалось, что только лейбористы смогут сохранить мир в послевоенной Британии. К концу 1940-х годов ежедневный тираж составлял 4,5 млн экземпляров. На одном из этапов газета находилась под угрозой закрытия после публикации политической карикатуры Филипа Зека, на которой были неверно истолкованы Уинстон Черчилль и Герберт Моррисон. В течение примерно следующих 30 лет издание подавляет газетный рынок, достигнув пика к 1960-м годам, когда в 1964 году продавалось более 5 млн копий в день. В 1964–1970 годах, Во время двух правительств Гарольда Вильсона, Кинг, ставший к этому времени президентом газеты, делал привет оказывает влиять на правительственную политику, в частности, высказывался в поддержку присоединения Великобритании к Общему рынку. Успех газеты колебался, поскольку наряду с «Таймс», Mirror становилась всё более и более враждебно настроенной Вильсону, при этом не поддерживая в консервативное крыло.
В 1955 году Mirror и аффилированная с ней Sunday Pictorial (позже станет Sunday Mirror) начинают печатать северный выпуск в Манчестере. В 1957 году северный выпуск газеты опубликовал комикс «Энди Капп», созданный Регом Смитом из Хатлпула (портовый город на северо-востоке Англии). Массы рабочего класса читающие Mirror сделали газету лучшим продаваемым таблоидом Британии. В 1960 году она поглотила Daily Herald (популярный ежедневник лейбористского движения), затем покупает Odhams. Постепенно серия поглощений привела к созданию Международной издательской корпорации (англ. International Publishing Corporation или Time Inc. UK). Руководство Mirror не хотело, чтобы Herald боролся с основным изданием за читателей и в 1964 году возобновило его как газету среднего класса, которая сейчас называется The Sun. Когда они не смогли выиграть читателей, The Sun была продана Руперту Мёрдоку, который превратил газету в популярный таблоид и главного соперника Mirror.
В попытке удовлетворить различные вкусы читателей Mirror 30 января 1968 года запускает Mirrorscope, своего рода выдвижную секцию. По мнению Press Gazette Daily Mirror начала свою революцию на четырёх страницах дополнения Mirrorscope. Амбициозное короткое дополнение, которое выходило по средам и пятницам, было посвящено международным делам, политике, индустрии, науке, искусству и бизнесу. The British Journalism Review писал в 2002 году, что Mirrorscope был игровым опытом предоставления серьёзных анализов в жёлтой прессе. Он провалился, не сумев привлечь значительного числа новых читателей, последний номер вышел 27 января 1974 года.
В 1978 году The Sun обогнала Mirror по тиражу и в 1984 году газету продают Роберту Максвеллу. В 1985 году тираж газеты составлял 3 750 000 экземпляров. После смерти Максвелла в 1991 году, генеральным директором Mirror Group становится Дэвид Монгомери, который начинает период сокращения расходов и производственных изменений. В 1985 году тираж составлял около 2,5 млн экземпляров. Для издания наступил затяжной период кризиса, завершившийся в 1999 году слиянием с региональной газетной группой Trinity и созданием нового газетного холдинга Trinity Mirror. Печать ежедневных и воскресных номеров была переведена на объекты Trinity Mirror в Уотфорде и Олдеме.

### 1995–2004
В период с 1995 по 2004 год главным редактором газеты был Пирс Морган с которым газету связывает множество скандалов. Первым стало заголовок «ACHTUNG! СДАЧА Для тебя, Фриц, чемпионат Евро-96 окончен» за день до того, как Англия встретилась с Германией в полуфинале чемпионата Европы по футболу 1996 года, за который Морган подвергся широкой критике и был вынужден извиниться.
В 2000 году в отношении Моргана началось официальное следствие после того, как корреспондент The Daily Telegraph Сьюзи Джаггер выяснила, что он купил на сумму £20,000 акции компьютерной компании Viglen, вскоре после того, как колонка в Mirror для «городских мажоров» намекнула, что Viglen является хорошим вложением средств. Комиссия по жалобам на прессу установила, что Морган нарушил Кодекс поведения относительно доходов журналиста, но он сохранил своё рабочее место. В 2004 году в ходе дальнейшего расследования Министерства торговли и промышленности Великобритании с Моргана были сняты все обвинения. В то время как колумнисты Анил Бхойрул и Джеймс Хипвелл 7 декабря 2005 года оба были признаны виновными в дальнейших нарушениях норм поведения журналистов и закона о финансовых услугах 1986 года и уволены ещё до начала проведения расследования. Кроме того, в ходе выяснилось, что Морган купил акции Viglen на сумму 67 000 фунтов стерлингов, опустошив свой банковский счёт и инвестировав также от имени своей жены.
В 2002 году Mirror попыталась выйти на средний уровень рынка, утверждая, что более избегает заурядных историй из мира шоу-бизнеса и сплетен. Газета изменила свой логотип с красного на чёрный (а временами и на синий) в попытке отмежеваться от понятия «красная шапка», обозначающего таблоидную журналистику. (6 апреля 2005 г. красная шапка снова вернулась). Редакционная позиция газеты при Пирсе Моргане относительно американского вторжения в Ирак в 2003 году была отрицательной и на многих первых полосах выходили статьи с критикой войны. Кооме того издание оказало финансовую поддержку антивоенной акции протеста 15 февраля 2003 года, оплатив большой экран и раздав тысячи плакатов. Морган повторно привлёк к работе в газете Джона Пилджера, который был уволен, когда Mirror владел Роберт Максвелл. Но несмотря предпринятые перемены, Моргану не удалось остановить падение тиража газеты, которое разделили её прямые конкуренты-таблоиды The Sun и Daily Star.
14 мая 2004 года Морган был уволен с должности главного редактора Mirror после того, как допустил публикацию в газете фотографий, с якобы запечатлёнными случаями жестокого обращения солдат Британской армии из Ланкаширского королевского полка с иракскими заключёнными. В течение нескольких дней фотографии были разоблачены как подделка. В Mirror вышла редакционная статья под заголовком «ИЗВИНИТЕ… НАС ОБМАНУЛИ», где было заявлено, что издание стало жертвой «преднамеренного и злонамеренного розыгрыша», и коллектив газеты приносит своим читателям извинения за публикацию фотографий.

### с 2004
С ноября 2004 года главным редактором стал Ричард Уоллес, ранее являвшийся заместителем Пирса.
К 2005 году, по сравнению с 1990-ми годами, тираж упал до 1,7 млн экземпляров. На июнь 2011 — 1 170 541
30 мая 2012 года Trinity Mirror объявила о слиянии Daily Mirror и Sunday Mirror в единое издание, выходящее семь дней в неделю. Одновременно были уволены Ричард Уоллес и Тина Уивер, главные редакторы Daily Mirror и Sunday Mirror, соответственно. В свою очередь главный редактор The People, Ллойд Эмбли, тут же занял пост главного редактора объединённого издания. В феврале 2018 годо Reach plc приобрела у компании Northern & Shell газеты Daily Express, Sunday Express, Daily Star and Daily Star Sunday, а также журналы OK!, New! и Star, что привело к ряду перестановок в среде главных редакторов. Затем главным редактором всей группы был назначен Ллойд Эмбли, а Элисон Филлипс (ранее заместитель главного редактора Trinity Mirror) стала главным редактором Daily Mirror.
В 2015 году тираж составлял 785 000 экземпляров.
В 2019 году издания Mirror Online, the Daily Mirror, Sunday Mirror и Sunday People издаются Mirror Group Newspapers Ltd (MGN Ltd), которая является частью Reach plc — крупнейшего издателя Британии. Его ежемесячная совокупная аудитория достигает 36 миллионов человек. Компания Reach plc объединяет 150 газет и 80 сайтов по всей Англии, Шотландии, Ирландии и Уэльсу. Акции компании торгуются на Лондонской бирже.

## Редакция
главные редакторы
- Мэри Ховарт[англ.] (1903–1904)[21]
- Гамильтон Файф[англ.] (1904–1907)[21]
- Александр Кенили (1907–1915)[21]
- Эд Флинн (1915–1916)[21]
- Александр Кэмпбелл (1916–1929)[21]
- Кэмерон Хогг (1929–1931)[21]
- Ли Браунли[англ.] (1931–1934)[21]
- Сесиль Томас (1934–1948)[21]
- Сильвестр Болам[англ.] (1948–1953)[21]
- Джек Ненер (1953–1961)[21]
- Ли Ховард[англ.] (1961–1971)[21]
- Тони Майлз[англ.] (1971–1974)[21]
- Майкл Кристиансен[англ.] (1974–1975)[21]
- Майк Моллой[англ.] (1975–1985)[21]
- Ричард Стотт[англ.] (1985–1990)[21]
- Рой Гринслейд[англ.] (1990–1991)[21]
- Ричард Стотт[англ.] (1991–1992)[21]
- Дэвид Бэнкс[англ.] (1992–1994)[21]
- Колин Майлер[англ.] (1994–1995)[21]
- Пирс Морган (1995–2004)[21]
- Ричард Уоллес[англ.] (2004–2012)
- Питер Уоллис[англ.] (2012–2018)
- Элисон Филлипс[англ.] (с 2018)

известные колумнисты

## Факты
- Изначально Daily Mirror задумывалась как газета для женщин, издаваемая женщинами, и должна была стать «отражением женской жизни»[22].
- Первый выпуск газеты стоил 1 пенни.
- В 1904 из-за низкого уровня продаж профиль газеты был изменён, и все женщины-журналистки были уволены[23].
- К 1919 году тираж отдельных выпусков газеты составлял более миллиона экземпляров[24].
- Во время Второй мировой войны Уинстон Черчилль пригрозил закрыть газету за публикацию политических карикатур[25].
- С 1968 по 1974 Daily Mirror выходила с малоформатным аналитическим дополнением Mirrorscope объёмом 4 страницы. Дополнение печаталось в среду и четверг[26]. Однако Проект не оправдал вложений и был закрыт[27].
- Дважды за свою историю (с 1985 по 1987 и с 1997 по 2002) газета носила название The Mirror. Именно под этим названием Daily Mirror известна в кругу своих читателей.
- Первоначальный вариант газеты стал прототипом для американского таблоида New York Daily News.
- Интернет-издание Daily Mirror носит название MIRROR.CO.UK[28].
- Daily Mirror участвовала в ряде скандалов, связанных с публикацией заведомо ложной информации[29][30].

## Критика, скандалы и судебные иски
В 1959 году состоялся судебный процесс Liberace v Daily Mirror по иску пианиста Либераче из-за статьи колумниста газеты сэра Уильяма Коннора, который подозревал музыканта в гомосексуальности: по действовавшему в то время британскому законодательству гомосексуальные связи являлись уголовным преступлением. Присяжные решили дело в пользу Либераче, а компенсация морального ущерба составила  £8,000 (£500,000 по курсу 2009 года). При этом он действительно был геем и на протяжении пяти лет состоял в отношениях со своим помощником Скоттом Торсоном (который и поддержал его в этом судебном деле, а в 1988 году издал мемуары Behind The Candelabra: My Life with Liberace), хотя имел романы и с женщинами, стараясь в публичной жизни поддерживать имидж гетеросексуала. На следующий день после смерти музыканта в Mirror вышла редакционная статья под заголовком «Пожалуйста, мы можем вернуть наши деньги?».
В 1991 году, вскоре после смерти певца Фредди Меркьюри в издании вышла скандальная гомофобная колонка Джо Хейнса с выпадами в адрес умершего музыканта и больных ВИЧ. Открытое письмо с критикой опубликовала певица Лана Уотерсон.
В 1992 году политик Джордж Галлоуэй в судебном порядке добился от Daily Mirror и Daily Record возмещения ущерба за клевету, поскольку оба издания ложно обвинили его в злонамеренных утверждениях в отношении корреспондента Николаса Дэвиса. Галлоуэй воспользовался парламентской привилегией, чтобы провести независимое расследование относительно мнений о Дэвисе, высказанных журналистом и писателем Сеймуром Хершем в книге The Samson Option: Israel's Nuclear Arsenal and American Foreign Policy.
В 2004 году издание опубликовало фотографии, на которых британские солдаты якобы издевались над иракскими заключенными. Впоследствии эти фотографии были признаны фальшивыми. Из-за этого скандала 14 мая того же года редактору издания Пирсу Моргану пришлось уйти в отставку. Газета опубликовала извинения и заявила о том, что стала жертвой провокации. В июне 2004 года американская модель Каприс Буре выиграла дело о клевете против Daily Mirror за апрельскую статью, в которой ложно утверждалось, что её актёрская карьера потерпела неудачу. В том же году 4 ноября, после переизбрания Джорджа Буша-младшего президентом США, передовица газеты вышла под заголовком «Как возможно, что 59,054,087 людей настолько ТУПЫЕ?». В статье был представлен список штатов и предполагаемый средний коэффициент интеллекта их жителей, показывающий, что во всех штатах (за исключением Виргинии) подержавших Буша, у людей уровень интеллекта ниже среднего, в то время как во всех штатах проголосовавших за Джона Керри интеллект избирателей средний или выше среднего. В качестве источника была указана газета The Economist. Однако Snopes.com выяснил, что это была мистификация.
В ноябре 2007 года Daily Mirror возместила ущерб сэру Эндрю Грину после того, как в сентябрьском номере сравнила его и его аналитический центр MigrationWatch UK с Ку-клукс-кланом и Национал-социалистической немецкой рабочей партией. Газета признала, что подобные утверждения «не соответствуют действительности».
В феврале 2008 года и Daily Mirror, и Sunday Mirror намекнули, что у телеведущей Кейт Гаррауэй был роман, которая в ответ подала в суд за клевету, получив в апреле 2008 года извинения и компенсацию.
18 сентября 2008 года Дэвид Андерсон, британский спортивный журналист, пишущий для Mirror, повторил вандальный текст из статьи Википедии о кипрской футбольной команде AC Omonia, в которой утверждалось, что их фанатов называли «Сумасшедшие» (англ. The Zany Ones) и они любили носить головные уборы из выброшенной обуви. Заявление было частью предварительного просмотра матча Андерсоном перед игрой «Омония» с «Манчестер Сити», которое появилось в веб-версии и печатной версии Mirror, а прозвище также цитировалось в последующих выпусках от 19 сентября.
В 2009 году Высокий суд Лондона встал на сторону футболиста Криштиану Роналдо, в его иске о признании неправомерно информации о якобы имевшей место передозировке спортсмена на вечеринке в Голливуде.
12 мая 2011 года Высокий суд Англии и Уэльса предоставил генеральному прокурору разрешение возбудить дело о неуважении к суду со стороны The Sun и Daily Mirror за то, как они сообщили об аресте лица, подозреваемого в убийстве Джоанны Йейтс. 29 июля суд постановил, что обе газеты проявили неуважение к суду, оштрафовав Daily Mirror на 50 000 фунтов стерлингов и The Sun на 18 000 фунтов стерлингов.
19 июля 2011 года Mirror опубликовала статью, в которой комик Фрэнки Бойл был назван расистом, в ответ подавший судебный иск за клевету, выиграв 54 650 фунтов стерлингов в качестве возмещения ущерба и ещё 4 250 фунтов стерлингов по иск о своём уходе из Mock the Week, поскольку газета утверждала, что он был «вынужден уйти», но суд счёл это клеветой.
В октябре 2013 года The Mirror неоднократно повторяла утверждения ставящие под сомнение безопасность полётов с ирландской авиакомпании Ryanair, основываясь на данных из документального фильма Channel 4, которые не были отражены в последней оценке Ирландского авиационного управления. Хотя авиакомпания подала в суд иск о диффамации в отношении газеты, тем не менее, спор был решён во внесудебном порядке.
В 2017 году издание назвало кадры с традиционного русского праздника «масленица», на которых люди дрались стенка на стенку в национальных обрядах, подготовкой российских футбольных хулиганов к уличным боям.

## Sunday Mirror
The Sunday Mirror — воскресный выпуск Daily Mirror. Первый номер увидел свет в 1915 как Sunday Pictorial, получив своё настоящее имя в 1963. Тираж выпуска на февраль 2010 года составляет 1 155 975 экземпляров.
Должность редактора воскресного выпуска занимает Тина Уивер.